# Anne Holt
Anne Holt (16 de noviembre de 1958) es una escritora de novelas policiacas y política noruega. 

## Vida
Nació en Larvik (Noruega) el 16 de noviembre de 1958. Creció en Lillestrøm y en Tromsø, y se trasladó a Oslo en 1978 donde reside actualmente con su pareja Anne Christine Kjær y su hija Iohanne.
Holt se licenció en derecho en la Universidad de Bergen en 1986. Trabajó para la Corporación de Radiodifusión Noruega (NRK) en el periodo 1984-1988 y después en el Departamento de Policía de Oslo durante dos años. En 1990 ejerció como periodista y redactora jefe de informativos de un canal televisivo noruego. Anne Holt abrió su propio bufete en 1994 y fue ministra de Justicia en el gobierno de Thorbjørn Jagland durante unos meses (noviembre de 1996-febrero de 1997). Dimitió por problemas de salud.
Hizo su debut como novelista en 1993 con la novela Blind gudinne (La diosa ciega), cuya protagonista era la detective de policía lesbiana Hanne Wilhelmsen, sobre la que ya se han publicado siete títulos. Dos de sus novelas, Løvens gap (En las fauces del león) (1997) y Uten ekko (Sin eco) (2000), fueron escritas en colaboración con Berit Reiss-Andersen. Con Det som er mitt (Castigo) inició una nueva serie protagonizada por la profiler Inger Johanne Vik y el comisario Yngvar Stubø.
Sus novelas, publicadas en más de 25 países, la han convertido en uno de los referentes de la novela escandinava actual.

## Obra

### Serie de Hanne Wilhelmsen
- 1993 La diosa ciega (Blind gudinne )
- 1994 Bienaventurados los sedientos (Salige er de som tørster)
- 1995 El hijo único ('Demonens død)
- 1997 En las fauces del león (Løvens gap) en colaboración con Berit Reiss Andersen.
- 1999  La broma (Død joker)
- 2000  Sin eco (Uten ekko) en colaboración con Berit Reiss-Andersen)
- 2003 Más allá de la verdad (Sannheten bortenfor)
- 2007 1222
- 2015 Offline
- 2016 La condena (I støv og aske)

### Serie de Inger Johanne Vik e Yngvar Stubø
- 2001 Det som er mitt (Castigo)
- 2004 Det som aldri skjor (Crepúsculo en Oslo)
- 2006 Presidentens valg (Una mañana de mayo)
- 2009 Pengemannen (Noche cerrada en Bergen)
- 2012 Skyggedød (Lo que esconden las nubes oscuras)

### Serie de Sara Zuckerman y Ola Farmen
- 2010 Flimmer (en colaboración con su hermano Even Holt)

### Otras obras
- 1997 Mea culpa
- 1998 I hjertet av VM. En fotballreise (en colaboración con Erik Langbråten)
- 1999 Bernhard Pinkertons store oppdrag

## Adaptaciones
En otoño de 2015 se estrenó la serie de televisión Modus en el canal sueco TV4 con gran éxito de audiencia. Esta primera temporada está basada en Noche cerrada en Bergen, la cuarta novela de la serie sobre Inger Johanne Vik e Yngvar Stubø, y el guion ha sido adaptado por Mai Brostrøm y Peter Thorsboe. El estreno de la segunda temporada está previsto para 2017 y se inspirará en la segunda novela de la misma serie, Crepúsculo en Oslo. Los protagonistas están interpretados por Melinda Kinnaman y Henrik Norlén en los papeles de Inger Johanne Vik e Ingvar Nyman.